# زهور (اسم)
زهور هو اسم علم مؤنث عربي، جاء على صيغة الجمع مثل أزهار، وواحده زهرة.

## شخصيات
- زهور دكسن
- زهور العلوي المدغري
- زْهُور الكمش
- زهور الوطاسية
- زهور حسين (مغنية)
- زهور حسين (ممثلة)
- زهور علاء
- زْهُور كُرَّام
- زْهُور ونيسي